# Tremors (album)
Pour les articles homonymes, voir Tremors.
Tremors est le premier album studio du producteur britannique Christopher Taylor, SOHN, sorti le 8 avril 2014, sur le label 4AD.

## Liste des pistes
Toutes les chansons sont écrites et composées par SOHN.
| No  | Titre        | Durée |
| --- | ------------ | ----- |
| 1.  | Tempest      | 3:30  |
| 2.  | The Wheel    | 3:53  |
| 3.  | Artifice     | 3:17  |
| 4.  | Bloodflows   | 4:21  |
| 5.  | Ransom Notes | 4:25  |
| 6.  | Paralysed    | 2:53  |
| 7.  | Fool         | 3:36  |
| 8.  | Lights       | 4:29  |
| 9.  | Veto         | 3:55  |
| 10. | Lessons      | 3:21  |
| 11. | Tremors      | 3:29  |